# Robert V. Kesling
Robert Vernon Kesling (* 1. September 1917 im Cass County, Indiana; † 25. Dezember 2005 in Ann Arbor, Michigan) war ein US-amerikanischer Paläontologe.

## Leben
Kesling wuchs als Sohn von Annis Robert Kesling und Elsie Evelyn Hanks auf einer Farm im Cass County, Indiana auf. Er studierte Geologe und Paläontologie an der DePauw University in Greencastle, Indiana, wo er 1939 seinen Abschluss machte. Er wechselte dann an die University of Illinois, wo er 1941 einen Master-Abschluss in Geologie erhielt. Beim Eintritt der Vereinigten Staaten in den Zweiten Weltkrieg meldete sich Kesling zum United States Army Air Corps und studierte Meteorologie am Massachusetts Institute of Technology. Anschließend war er in Idaho, im Yukon Territory und auf den Philippinen stationiert. Nach dem Krieg kehrte Kesling an die University of Illinois zurück, wo er 1949 mit der Dissertation The Morphology of Ostracod Molt Stages in Paläontologie zum Ph.D. promoviert wurde. Im selben Jahr zog er nach Ann Arbor, wo er Assistenzprofessor und Kurator für Mikropaläontologie wurde und 35 Jahre als Fakultätsmitglied der University of Michigan tätig war.  Während dieser Zeit war er mehrere Jahre Herausgeber des Journal of Paleontology und von 1966 bis 1974 Direktor des Museum of Paleontology. 1984 ging er als Professor Emeritius für Geowissenschaften und als Kurator für Mikropaläontologie im Museum of Paleontology in den Ruhestand.
Keslings Forschungsschwerpunkt war die paläozoische Paläontologie und Stratigraphie des Michigan Basin. Insbesondere galt sein Interesse den Ostrakoden, von denen er zahlreiche Fossilien beschrieb. Er war als Co-Autor an mehreren Abhandlungen und Monographien beteiligt, darunter The Morphology of Ostracod Molt Stages (1951), Silurian rocks of Michigan and their correlation (1962), Four Reports of Ostracod Investigations (1965) und Revision of Upper Ordovician and Silurian Rocks of the Northern Peninsula of Michigan. Papers on Paleontology No. 9. (1975)
Kesling heiratete 1942 Amelia Bradham, mit der er drei Kinder hatte.

## Dedikationsnamen
1958 benannte Maxim Konrad Elias die fossile Ostrakoden-Art Sansabella keslingi zu Ehren von Robert Kesling. 1970 stellten die belgischen Paläontologen Martin J. M. Bless und Hanspeter Jordan die Untergattung Keslingella auf. Irajá Damiani Pinto und Ivone Purper führten 1980 die fossile Ostrakoden-Gattung Keslingiella ein. Louis S. Kornicker beschrieb 1984 die fossile Ostrakoden-Art Philomedes keslingi.